# Žuljana
Žuljana je naselje u Republici Hrvatskoj, u sastavu Općine Ston, Dubrovačko-neretvanska županija.

## Položaj
Žuljana se nalazi na južnoj obali središnjeg dijela poluotoka Pelješca. Do nje vodi 5 km dugačka cesta iz Dubrave.

## Stanovništvo
Prema popisu stanovništva iz 2001. godine, naselje je imalo 218 stanovnika te 78 obiteljskih kućanstava.
| broj stanovnika | 282   | 258   | 231   | 236   | 271   | 246   | 246   | 273   | 236   | 223   | 192   | 193   | 181   | 206   | 218   | 235   | 275   |
|                 | 1857. | 1869. | 1880. | 1890. | 1900. | 1910. | 1921. | 1931. | 1948. | 1953. | 1961. | 1971. | 1981. | 1991. | 2001. | 2011. | 2021. |